# Хардкор (фільм)
«Хардко́р» (англ. Hardcore Henry, дослівно — «Хардкор Хенрі» або «Гардкор Генрі») — американсько-російський науково-фантастичний фільм-екшн, знятий Іллею Найшуллером. Світова прем'єра стрічки відбулась 12 вересня 2015 року на міжнародному кінофестивалі в Торонто, а в Україні — 28 квітня 2016 року.
Особливістю «Хардкору» є те, що він цілковито знятий від першої особи, тобто глядач дивиться ніби очима головного героя. Фільм розповідає про кіборга Генрі, який повинен звільнити з полону свою дружину Естель і згадати минуле, аби завадити лиходіям завоювати світ.

## Сюжет
Фільм починається зі сцени, де хулігани відбирають в когось іграшку і розбивають її. Їх проганяє дорослий чоловік, сварячи їхню жертву. Дехто Генрі отямлюється в лабораторії, де жінка Естель приєднує йому протези і повідомляє, що Генрі ще не може говорити і певно мало що пам'ятає. Вона каже, що є дружиною Генрі та веде його до вчених, які мають завершити налаштування протезів. Раптом до лабораторії вдираються бійці з блондином Аканом, котрий володіє телекінезом. Той змушує вчених розповісти, в якому жалюгідному стані був Генрі до перетворення на кіборга, а Естель тим часом організовує втечу. Генрі тікає з нею і розуміє, що лабораторія перебуває в повітрі. Обоє користуються рятувальною капсулою, однак вона надто швидко падає і приземляється на трасі.
Капсулу оточують підкуплені Аканом спецпризначенці, один з них стріляє в Генрі шокером і той падає з мосту. Отямившись внизу, кіборг ховається від переслідувачів, які починають стрілянину в нього і всіх свідків. Користуючись кмітливістю, Генрі добуває зброю і тікає. На допомогу йому приходить таємничий Джиммі, який пояснює кіборгу, що йому слід зарядити свою батарею, інакше він помре. Джиммі дає Генрі координати Хитрого Дмитрія — іншого кіборга, що працює на Акана, в якого можна відібрати батарею, вирвавши її з-під серця. Найманці, переодягнені поліцейськими, застрелюють Джиммі в автомобілі, Генрі біжить в місто, переслідуваний з усіх боків. Вже через кілька хвилин живий Джиммі знову з'являється перед Генрі, але тепер переодягнений в бомжа. При атаці вогнеметника їхні шляхи розходяться, Генрі вистежує Хитрого Дмитра в багатоквартирному будинку. Однак Дмитру вдається втекти, коли Генрі наздоганяє його посеред вулиці, Дмитро несподівано каже, що готовий розповісти Генрі правду про те, хто його послав, але не встигає цього зробити, тому що гине від снайперського пострілу. Генрі вириває його батарею і знаходить Джиммі в будинку розпусти. Кіборгу замінюють батарею, проте Акан дізнається де він і швидко прибуває туди ж. Джиммі на заготованому мотоциклі везе Генрі слідом за конвоєм Акана. Кіборг знаходить Естель, але Акан вривається до фургона з нею і викидає Генрі на дорогу.
Згодом його намагаються закопати в лісі найманці Акана, яких вбиває Генрі. Полагодивши кіборга, він гине від влучання артилерійського снаряда. Генрі тікає та знаходить покинуті будівлі, де знову живий Джиммі приводить його до своєї секретної лабораторії. Тут з'ясовується, що Джиммі — це вчений, який раніше працював на Акана. Він розробляв кіборгів для військових цілей, та в результаті невдалого експерименту був покараний Аканом — той переламав ученому телекінезом хребет. Тому замість свого справжнього тіла Джиммі використовує свої дистанційно керовані копії, чим й пояснюється його «безсмертя».
Джиммі підключає Генрі до свого комп'ютера і вони бачать, що в тілі Генрі майже немає органічних частин. Несподівано Джиммі усвідомлює, що все бачене Генрі транслюється в офіс Акана. Він намагається силоміць відключити Генрі, коли до лабораторії під'їжджають найманці. Джиммі благає Генрі вбити його, щоб не зазнати катувань Акана, але Генрі вдається привести його до тями. Пожертвувавши кількома копіями Джиммі, Генрі вбиває всіх найманців і вони їдуть штурмувати штаб-квартиру Акана в хмарочосі. Вони з боєм пробиваються до ліфта, але справжній Джиммі отримує осколок в горло і вмирає. Перед смертю він вибачається перед Генрі, зізнавшись, що на початку бачив у Генрі тільки засіб помсти Акану. Але тепер він переконаний, що для нього було честю мати такого друга. Заодно він повідомляє, що в тілі Генрі повинен міститися пристрій блокування пам'яті, який він вимикає. Тепер пам'ять Генрі має з поступово відновитися, кіборг лишає Генрі і йде на пошуки Акана.
Опинившись в офісі Акана, Генрі стикається з численною кіборгізованою охороною. Він дізнається, що вся його зорова пам'ять з моменту пробудження імплантована безлічі інших кіборгів, завдяки чому вони тепер мають його досвід. Генрі майже голіруч бореться з армією кіборгів і добирається до Акана на даху його штаб-квартири. Тут йому відкривається правда: Естель не його дружина, а Акана. Пристрій блокування пам'яті було встановлено саме для того, щоб Генрі повірив їй та здійснив задум лиходія. Генрі, як і було заплановано, зібрав величезний бойовий досвід, який буде завантажено в бойових кіборгів. Маючи таку армію, Акан прагне захопити світ.
Коли Акан вже майже добиває Генрі телекінезом, кіборгу вдається пригадати своє справжнє дитинство, де його батько вчив Генрі давати здачі хуліганам. Завдяки цьому спогаду вдається вбити Акана, зламавши йому руки і відірвавши голову. Генрі встигає застрибнути у вертоліт з Естель, де та вистрілює в Генрі кілька разів задля помсти. Вона готується зробити останній постріл, то Генрі виставляє вперед свою штучну руку, через що куля, зрикошетивши, влучає в Естель. Вона мало не випадає з вертольота і сподівається скористатися штучними спогадами Генрі, закликаючи допомогти їй. У відповідь Генрі зачиняє люк, і Естель падає.
Під час титрів лунає дзвінок від Джиммі, котрий повідомляє Генрі про «одну невеличку справу».

## У ролях
- Шарлто Коплі — Джиммі
- Данила Козловський — Акан
- Гейлі Беннетт — Естель
- Тім Рот — батько Генрі
- Андрій Дєментьєв — Хитрий Дмитро
- Світлана Устинова — Ольга, домінатрікс
- Дарина Чаруша — Катя, домінатрікс
- Равшана Куркова — продавчиня кіоску, в якому переодягається Генрі
- Олег Піддубний — Юрій, найманець Акана
- Кирило Серебренніков — танкіст
- Олександр Паль — найманець з вогнеметом
- Сергій Шнуров — найманець, якому Генрі затискає ніс плоскогубцями
- Поліна Філоненко — дівчина, яку Генрі рятує від поліцейських
- Сергій Валяєв — хлопець тієї дівчини
- Євген Філіппенко — поліцейський-насильник-1
- Віталій Воскресенський — поліцейський-насильник-2
- Кирило Биркін — поліцейський-насильник-3
- Євген «BadComedian» Баженов — кіборг, якого Генрі кидає на електроогорожу
- Сергій Мєзєнцев — бармен Армен в стрип-клубі
- Ілля Найшуллер — Тимофій / Особа Генрі в відображенні
- Вілл Стюарт — Роббі
- Сайрус Арнольд — хуліган зі спогадів Генрі-1
- Джек Ган — хуліган зі спогадів Генрі-2
- Джейк Карлен — хуліган з спогади Генрі-3
- Юлія Стеценко — дівчина, яку Генрі збиває на ескалаторі

## Знімання

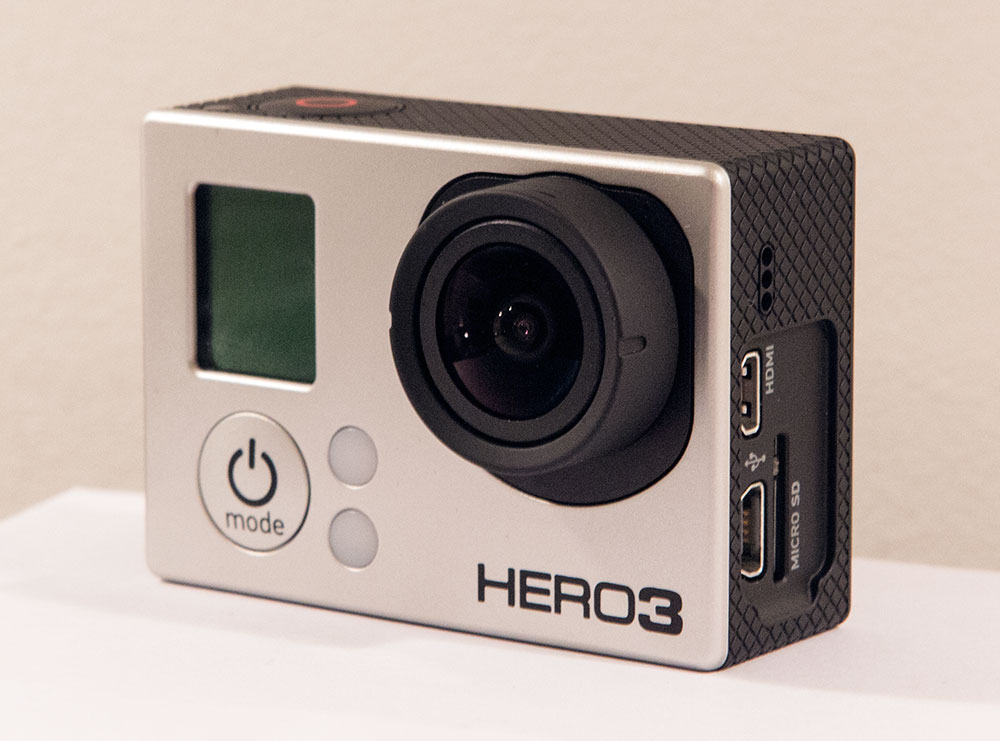
Камера GoPro Hero 3, якою знято фільм.

Створення фільму стало розвитком ідей кліпів «The Stampede» і «Bad Motherfucker» інді-рок-гурту Biting Elbows, що вийшли 2013 року. Їхньою особливістю були знімання від першої особи, яке здійснили фронтмен гурту Ілля Найшуллер і Сергій Валяєв. Кліпи стали вельми популярними на YouTube, зібравши по кілька мільйонів переглядів кожен. На ці відео звернув увагу продюсер Тимур Бекмамбетов, і в підсумку відео перетворилося в півторагодинний повнометражний фільм із бюджетом $2 млн і британським актором Тімом Ротом у короткій епізодичній ролі.
Більшість знімання відбулося в Росії: основна частина в Москві, сцена погоні Генрі за конвоєм Акана в Тулі, лабораторія Джиммі в Калязіні. Загалом знімання тривало 12 днів, а монтаж матеріалу і звукозапис зроблено у Лос-Анджелесі. В США зняли лише сцену флеш-беку з батьком Генрі (камео актора Тіма Рота).
Для знімання використовували камеру GoPro, спочатку зафіксовану на спеціальному шоломі Adventure Mask в області рота. Однак вона надто тряслася, до маски було неможливо прикріпити допоміжне обладнання. Тому на заміну оператором-постановником Всеволодом Каптуром було спроєктовано особливий риг — упір, який стабілізував камеру магнітами, кріплячись до маски. Винахід згодом отримав серійну модель, яка дає змогу знімати від першої особи пересічним користувачам відеотехніки. Знімання вели з двох камер одночасно. По-перше, щоб не втратити відзнятий матеріал в разі поломки однієї, а по-друге через особливості самої камери. Вона не передбачала одночасного запису і виведення зображення на віддалений монітор, що було необхідно на знімальному майданчику. Запис вівся в роздільності 1440 на 1080 пікселів з частотою 48 кадрів на секунду. За вищої роздільності не досягалося достатньої частоти кадрів.
Складність роботи оператора полягала в тому, що він одночасно виступав і оператором, і головним героєм фільму, і його глядачем. В ролі Генрі більшість сцен зняв оператор Сергій Валяєв. Підміняв його друг Андрій Дементьєв. Обоє мали навички паркуру, завдяки яким швидко перетинали перешкоди і видиралися на будівлі. Оскільки знімання відбувалося здебільшого в русі, страховки майже не було. Обоє операторів через великі навантаження отримали травми різної тяжкості, зокрема Валяєв пошкодив шию, а Дементьєв отримав міжхребцеву грижу. Деякі трюки, особливо на автомобілях, зняли професійні каскадери з серйозною страховкою. Погоня на мосту ж фільмувалася без страховки, оператори просто пробіглися по його арці, як робили це при звичайному паркурі.
Знімання завершили 18 липня 2014 року, але коштів на завершення фільму не було. Для цього було почато краудфандингову кампанію на вебсайті Indiegogo. Збори коштів тривали до 19 грудня і склали $254954, внески зробили 2078 осіб. Це на 2 % перевищило необхідні $250000.

## Визнання
| Нагороди та номінації фільму «Хардкор» | Нагороди та номінації фільму «Хардкор» | Нагороди та номінації фільму «Хардкор»                | Нагороди та номінації фільму «Хардкор» | Нагороди та номінації фільму «Хардкор» | Нагороди та номінації фільму «Хардкор» |
| Рік                                    | Кінопремія / Кінофестиваль             | Категорія / Нагорода                                  | Номінант                               | Результат                              |                                        |
| -------------------------------------- | -------------------------------------- | ----------------------------------------------------- | -------------------------------------- | -------------------------------------- | -------------------------------------- |
| 2015                                   | Міжнародний кінофестиваль у Торонто    | Приз глядацьких симпатій (Програма «Нічне божевілля») | «Хардкор»                              | Перемога                               |                                        |

«Хардкор» зібрав змішані відгуки на англомовних сайтах, присвячених кінематографу, і майже повсюдні схвальні на російськомовних. На міжнародному кінопорталі IMDb оцінки склали 6,7 бали з 10 на основі понад 70,1 тис. оцінювань. На міжнародному кінопорталі Metacritic фільм отримав 51 бал зі 100 від критиків і 8,1 з 10 від пересічних глядачів. Відвідувачі міжнародного кінопорталу Rotten Tomatoes дали 48% зі 100% можливих. Оцінки на російському кінопорталі Кинопоиск склали 7,4 з 10 на основі 67,7 тис. оцінювань .